# Colegio Alemán de Madrid
El Colegio Alemán de Madrid (en alemán: Deutsche Schule Madrid, DSM) es un colegio alemán internacional en Madrid, España, fundado en 1896. Ofrece clases de primaria, secundaria obligatoria y bachillerato.

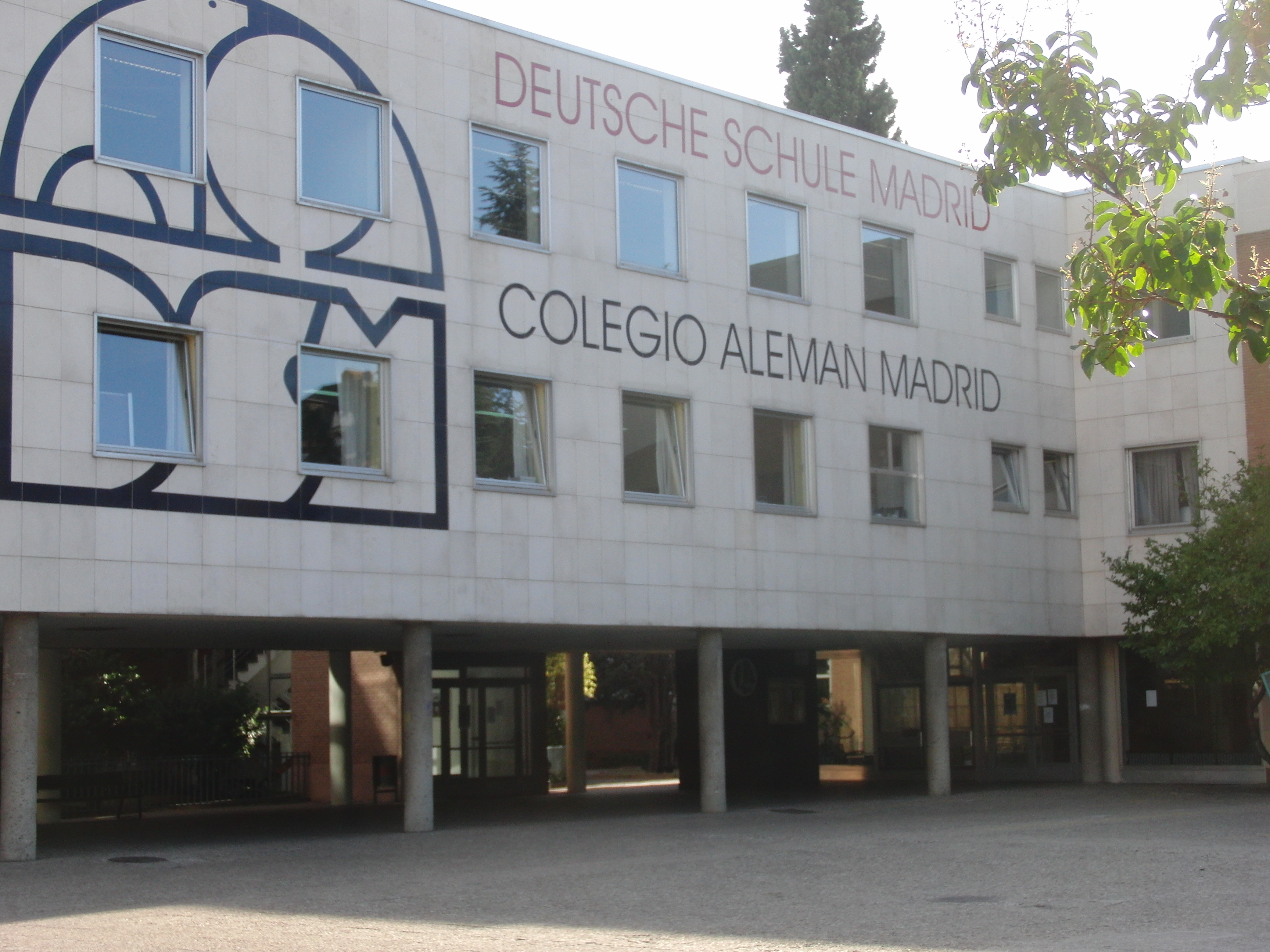
Antiguo centro del Colegio Alemán de Madrid en la calle Concha Espina.

Tuvo sus anteriores instalaciones en la calle de Fortuny y luego en la de Concha Espina. Su actual campus, en Montecarmelo, Fuencarral-El Pardo, la mayor obra civil alemana del extranjero, se abrió en el otoño de 2015.